# NGC 4047
NGC 4047 is een spiraalvormig sterrenstelsel in het sterrenbeeld Grote Beer. Het hemelobject werd op 9 februari 1788 ontdekt door de Duits-Britse astronoom William Herschel.

## Synoniemen
- UGC 7025
- MCG 8-22-58
- ZWG 243.37
- IRAS 12002+4854
- PGC 38042